# پایگاه داده جغرافیایی
بانک اطلاعاتی جغرافیایی یک بانک اطلاعاتی از داده‌های جغرافیایی همچون کشورها، تقسیمات کشوری، شهرها و اطلاعات وابسته می‌باشد. چنین بانک‌های اطلاعاتی می‌تواند برای وب سایت‌هایی که مایل به تشخیص موقعیت مکانی بازدیدکنندگان شان به منظور سفارشی کردن امکانات و ظاهر سایت خود هستند مفید باشد.